# Кальченко, Галина Никифоровна

Памятник М. П. Кирпоносу в Киеве

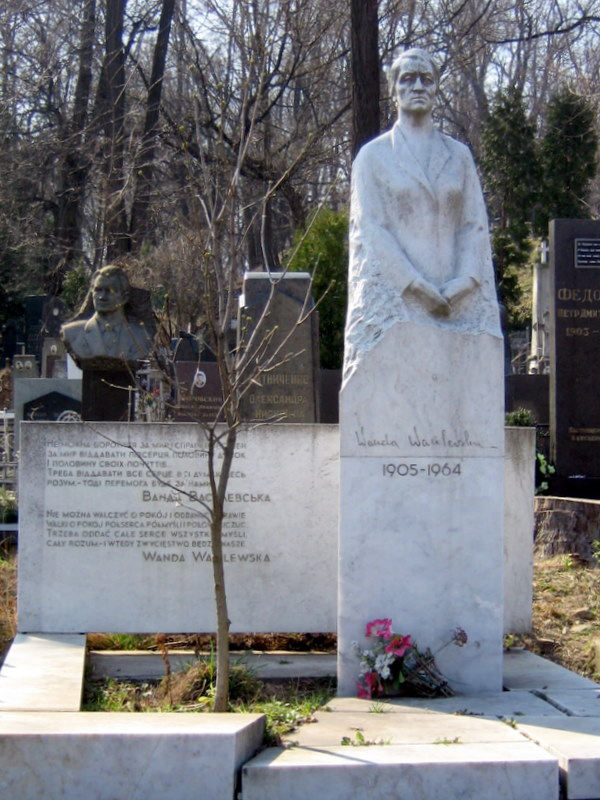
Памятник на могиле В. Л. Василевской на Байковом кладбище в Киеве

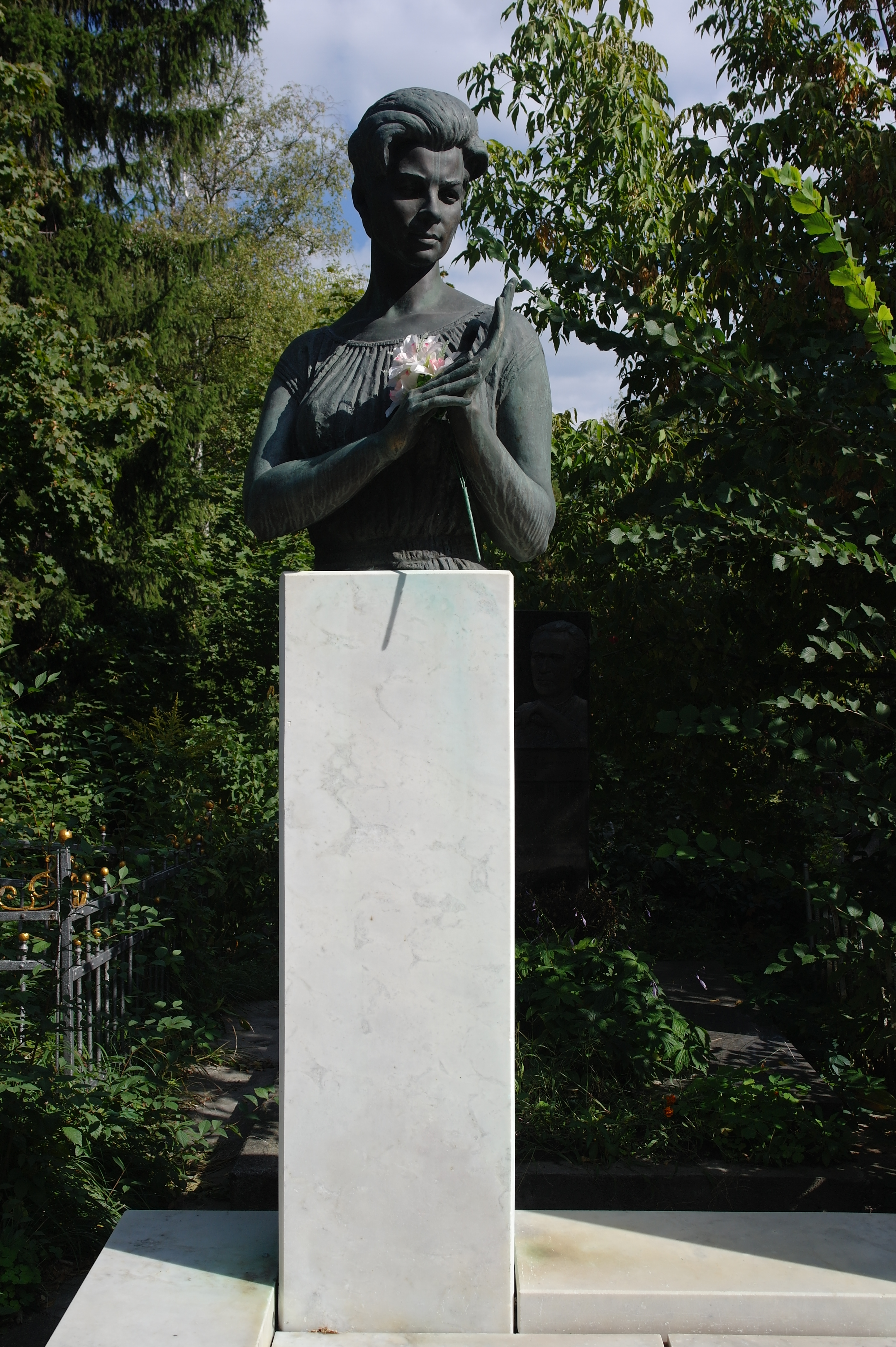
Памятник на могиле Г. Ка́льченко

Галина Никифоровна Ка́льченко (укр. Галина Никифорівна Кальченко; 1926—1975) — украинский советский скульптор. Народный художник УССР (1967).

## Биография
Родилась 4 февраля 1926 года в Борзне (ныне Черниговская область, Украина). В 1953 окончила Киевский художественный институт (ныне Национальная академия изобразительного искусства и архитектуры). Ученица М. Г. Лысенко. Затем с 1958 года — аспирантуру при институте.
Председатель Киевской организации СХУ (1968-70).
Дочь председателя СМ УССР Н. Т. Кальченко.
Умерла 11 марта 1975 года. Похоронена на Байковом кладбище в Киеве.

## Творчество
Автор ряда монументальных памятников и мемориалов, в том числе:
- Мемориального комплекса Холм Славы в г. Черкассы (1977, в соавт.)
- Памятников:
  - Ванде Василевской в Киеве (1966);
  - В. В. Порику в Энен-Льетар во Франции (1967, в соавт.);
  - В. И. Ленину в Ивано-Франковске и Каменец-Подольском (в соавт. с О.Супрун) (демонтированы);
  - С. Гулаку-Артемовскому в г. Городище Черкасской области (1971);
  - М. Заньковецкой (Киев, 1973);
  - Памятник Лесе Украинке в Ялте (скульптор Г. Н. Кальченко, архитектор А. Ф. Игнащенко)  Объект культурного наследия народов РФ регионального значения. Рег. № 911710906400005 (ЕГРОКН)
  - Лесе Украинке в Киеве (1973);
  - И. Котляревскому (1975) в Киеве;
  - М. К. Янгелю на его родине в городе Железногорск-Илимский Иркутской области
  - А. Бойченко
  - Григорию Косынке (1979) на его родине в с. Щербановка Киевской области
  - М. П. Кирпоносу (Киев) и др.
- а также мемориальных досок и скульптурных портретов Т. Шевченко, Г. Буркацкой, Т. Яблонской, Леси Украинки, О. Кобылянской, Марко Вовчок, Л. Ревуцкого, Н. Леонтовича, В. Василевской, И. Кавалеридзе, Г. Майбороды, В. Косенко, П. Воронько и др.
- скульптурных композиций:
  - «Подруги» (1953),
  - «После допроса» (1957).

Кроме того, Галина Кальченко была автором множества памятных медалей, отчеканенных на монетных дворах СССР к юбилеям знаменитых соотечественников (Леси Украинки, Василя Стефаника, Григория Сковороды, Гулака-Артемовского и др.).

## Награды и премии
- орден «Знак Почёта» (24.11.1960)
- Заслуженный деятель искусств Украинской ССР (1964).
- Премия ЛКСМ Украины имени Н. А. Островского (1970),
- Государственная премии УССР имени Т. Шевченко (1974) — за памятник Лесе Украинке в Киеве